# 真の名
真の名（まことのな、英: True name）とは、物事や存在の名前であり、その本質を表現している、あるいはその本質と何らかの形で一致しているものである。真名（まな）ともいう。
言語、あるいはある特定の神聖な言語が、その真の名前によって物事を指すという考えは、古代以来、哲学的研究の中心であると同時に、魔術、宗教的呼びかけ、神秘主義のさまざまな伝統（マントラ）の中心でもあった。

## 哲学的・宗教的文脈
エジプトの太陽神ラーの本当の名前は、手の込んだトリックによってイシスに明かされた。これによってイシスはラーを完全に支配し、息子のホルスを王位に就けることができた。
プラトンの『クラテュロス』においてソクラテスは、名前は「慣用的」なのかそれとも「自然的」（「真の名前」（[τ_1ῇ ἀληθείǳ]））なのか、つまり言語は恣意的な記号の体系なのか、それとも言葉が意味するものと本質的な関係があるのか、という可能性について、立場をとらずに考察している（この反慣用主義の立場はクラテュロスと呼ばれる）。
ヘレニズムのユダヤ教では、ロゴスの神性が強調され、後にそれは『新約聖書』「ヨハネによる福音書」でも採用された。真の神の名は、カバラ主義（ゲマトリア、テムラー、YHWH［テトラグラマトン］を参照）やスーフィズム（神の100番目の名を参照）において中心的な役割を果たしている。古代ユダヤ人は、真の神の名前は非常に強力であり、その呼びかけによって、神の創造物に対する絶大な権力が話し手に与えられると考えた。この力の乱用を防ぐため、また神を冒涜することを避けるため、神の名は常にタブーとされ、次第に使われなくなり、イエスの時代には、贖罪の日にのみ、至聖所において大祭司だけが声に出して神の名を語ったとされる。
また聖書の文脈では、ヤコブが夜中に天使と格闘する物語で、夜明けに天使がヤコブに服従した後も、天使はヤコブに自分の名前を明かすことを拒んだ。その後、ヤコブは神と人間との闘いに成功したことを意味する新しい名前を手に入れ、神との出会いを生き延びたことを記念して地名をつける。
三皇経のような中国の道教の伝統では、魔物や精霊の真の姿（zhenxing）や真の名前（zhenming）を描写する符籙や図表の能力を強調している。これらの符籙は、物事の形而上学的実体や不変の本質を覗く窓、つまり形のない永遠の道のイメージであると考えられている。符籙に刻まれた精霊の真の姿や名前は、超自然的な存在にのみ判読可能であり、その名前や姿に憑依された存在に対する一時的な「支配」のようなものを与える。
現代の産業革命以前の人々は、厳粛な儀式でのみ使われる秘密の名前を守っている。これらの名前は決して口にされることはなく、一般に知られることはない。

## 民俗学と文学
ユダヤ教の伝統では、一家で何人かの子供が亡くなった場合、次に生まれた子供には名前をつけず、「アルター」（イディッシュ語：אלטער、文字通り「年老いた」）または「アルターケ」（短縮形）と呼ぶ。というのも、死の天使は子供の名前を知らないので、その子を捕まえることはできないからである。そのような子供が結婚適齢期に達すると、新しい名前、一般的には祖先の名前が付けられる。
ホメロスのオデュッセウスはポリュペムスに捕らえられたとき、自分の名前を明かさないように気をつけた。名を聞かれたオデュッセウスは、自分は「Οὖτις」、つまり「誰でもない者」だと巨人に告げている。しかしその後、ポリュペムスの目をくらませ、自分にはポリュペムスの力が及ばないと考えて脱出したオデュッセウスは、後に甚大な問題を引き起こすことになる傲慢な行為として、自慢げに自分の本当の名前を明かす。後の『オデュッセイア』では、オデュッセウスがポセイドンの執拗な敵意に直面するエピソードが数多く描かれるが、それもすべて、本名を隠し続けていれば避けられたことなのだ。
「名前の法則」と呼ばれる民間伝承の慣習によれば、本当の名前を知ることで、人は他の人物や存在に魔法的な影響を与えることができる。そのため、誰か、あるいは何かの本当の名前を知ることで、その人（本当の名前を知っている人）はその人に対する力を得られるとされている。この効果は、ドイツの童話『ルンペルシュティルツヒェン』など、多くの物語で使われている。『ルンペルシュティルツヒェン』やその亜種では、少女は自分の子供の名前を知ることで、子供を狙う超自然的な手合いの力から解放される。
聖オラフの伝説では、トロールが聖人のために非常に安く早く教会を建てたが、聖人は森を散歩している間にトロールの名前を覚えることで自由になれたと語られている。同様に、生まれたときに洗礼を受けなかった子供は、妖精に誘拐され、身代わりに取り替え子を置き去りにされる危険性が特に高いという信仰は、その名前のない状態に由来しているのかもしれない。スカンジナビアに伝わるブランド伯爵のバラッドでは、主人公がすべての敵を倒すことができるのは、主人公と一緒に逃げ出したヒロインが、末の弟を助けてほしいと名指しで懇願するまでである。
スカンジナビアの信仰では、ノッケンのような魔獣は、その名を呼ぶことで倒すことができる。同じ理由で、ゲルマン神話に登場する重要な物体も、伝説の剣バルムングのように、固有の人格を持つと考えられており、それ自身の名前を持っていた。 
北イングランドの民間伝承では、ボガートには決して名前をつけるべきではないと信じられていた。ボガートに名前をつけると、理屈も説得も通じず、制御不能になって破壊的になるからである。
ジャコモ・プッチーニもオペラ『トゥーランドット』で同じようなテーマを使っている。筋書きは、トゥーランドット姫が望まぬ求婚者の名前を知ることができるかどうかで決まる。もし知ることができれば彼女は彼を処刑することができるが、知らなければ彼と結婚しなければならない。

## 大衆文化やフィクションにおいて
魔法が本当の名前を呼び起こすことによって機能するファンタジーでは、登場人物はしばしば自分の本当の名前を隠すために大変な努力をする。アーシュラ・K・ル＝グウィンの『ゲド戦記』のように、すべての存在に当てはまる設定もある。他では、ラリー・ニーヴンの『魔法の国が消えていく』のように、魔法に傾倒した者だけに適用され、魔法使いが死からよみがえるのは、彼の名前を見つけた別の者だけで、それも非常に困難な場合だけである。本当の名前を見つけるには、難解な手続きが必要な場合もある。ル＝グウィンの『ゲド戦記』と『アトゥアンの墓』では、魔法使いが主人公の本当の名前を聞き出し、それを教えなければならない。
- アーサー・C・クラークの『90億の神の御名』では、チベットの僧侶が神の名前をすべて発見したとき、宇宙は終わる。
- グレン・クック（英語版）の『ブラック・カンパニー（英語版）』シリーズでは、魔術師の本当の名前を声に出すと、その魔術の力が消えてしまう。このシリーズに登場する魔法使いはすべて偽名で呼ばれ、彼らの多くは本名を知る者を殺すために多大な労力を費やした。
- クリストファー・パオリーニの『ドラゴンライダー』では、魔法使いは本当の名前を知ることで誰かを操ることができるし、呪文に無生物の本当の名前を使うこともできる。
- パトリシア・レデ（英語版）の小説『しらゆき べにばら』では、キャスターが洗礼を受けた名前を知らなかったため、登場人物が呪文に屈しなかった。
- パトリシア・マキリップの小説『エルドの忘れられた獣たち（英語版）』では、主人公のシベルを含む魔法使いは、人やクリーチャーを本当の名前で呼ぶことができる。
- 『カオス作戦（英語版）』では、ポール・アンダーソンは、赤ん坊を出産した医師に、通常の出生証明書だけでなく、新生児の名前を記した秘密の出生証明書を発行させる。このような予防措置が日常化する前に生まれた主人公は、娘の本当の名前を喜んで隠す。
- ジョナサン・ストラウドの『バーティミアス』では、悪魔がマジシャンの本当の名前を知っていると、マジシャンは悪魔を完全にコントロールできない。その結果、すべてのマジシャンは幼少期に本名の記録を破壊され、思春期頃に新しい名前を名乗る。
- リック・リオーダンの『ケーン・クロニクルズ（英語版）』では、すべての人々や神々もまた真の名前を持っている。リオーダンの前作『稲妻泥棒（英語版）』でも、名前、特に神々の名前を使うことの重要性が強調されている。
- J・R・R・トールキンの『ホビットの冒険』では、ビルボ・バギンズが、ドラゴンのスマウグに自分の名前を覚えさせないために、大変な策略を使う。庇護欲の強いホビットでさえ、自分の名前を明かすことは非常に危険だと気づいている[17]。
- アーシュラ・K・ル＝グウィンの『ゲド戦記』の、特に彼女の代表的な短編小説『名前のルール（英語版）』では、真の名前を知ることは、その物事に対して力を与えることになるという[18]。
- ダイアン・デュエインのヤング・ウィザーズ（英語版）シリーズでは、真の名前と言葉（英語版）が魔法の基礎となっている。
- デルトラ・クエストのドラゴンは、自分の本当の名前を知れば他者に力を与えられると信じており、信頼できる親友か、切迫した場合にのみその名前を明かす。

- このコンセプトは、パトリック・ロスファスの『キングキラー・クロニクル（英語版）』にも顕著に表れている[19]。
- ロイド・アリグザンダーの『プリデイン物語』にもこのコンセプトが用いられている。
- ダンジョンズ＆ドラゴンズのロールプレイング・ゲームでは、真の名の力を利用した、あるいは真の名の力を根拠とした魔法のバリエーションが複数登場しているが、ゲームの根幹をなす要素では決してない。例えば、ある種の呪文は対象の真の名が知られていればより強力になる[20]。
- ロールプレイング設定『ワールド・オブ・ダークネス』では、真の名の概念は非常に広範である。ある存在の真の名は、そのクリーチャーにとってのプラトニックな設計図のようなものである。人間の真の名は人生を左右する出来事の後に変わることさえある。それは、内臓から魂に至るまで、その存在を説明するものである。生きとし生けるものはすべて真の名を持っているが、より知性の高いものはより複雑な真の名を持っている。堕天使は神から直接与えられた「真の名前」を持つが、それは伝統的な意味での言葉や名前ではないため、人間の舌では発音することができない。フォーレンのセレスティアル・ネームは、真の名が他の存在に対して持つ力を補うのに十分である。また、「真の名前」が知られている対象に対しては、魔法がかけやすく、より強くなる。
- ジム・ブッチャーの『ドレスデン・ファイル』では、魔法使いやその他の魔法的存在は、その名前を知ることで誰に対しても力を得ることができる。しかし、人間の名前はその性質によって変化するため、その魔力は時間が経つと衰えるのが一般的である。
- 『ドクター・フー』のエピソード「言葉の魔術師」では、カリオナイトという魔女のような種族が、言葉を魔力の一種として使っている。特に強力なのは誰かの名前だが、一度しか効かない。ドクターはある時、彼らの名前を使ってキャリオナイトを撃退した[21]。ドクターの本当の名前は決して言ってはならない、さもなければ「沈黙が訪れる」と言われている。
- 漫画の『BLEACH』シリーズでは、死神は斬魄刀（ざんぱくとう）として知られる刀の本当の名前を学ばなければならない。
- テレビシリーズ『ワンス・アポン・ア・タイム』では、ロバート・カーライル演じる敵役のランプルスティルツキンが、誰かや何かの正式名称を使うことの重要性を強調している。
- エリザベス・ヘイドンの『The Symphony of Ages』シリーズでは、主人公のラプソディは吟遊詩人で、「真の名付け」の才能を発見し、人の性質を変えたり、魔法の奴隷から解放したり、新しい超自然的な能力を与えたり、さらには暗殺者や盗賊に見つからないように冒険者グループを植物にカモフラージュしたりと、多くの不思議なことをする能力をもっている。
- デレク・ランディ（英語版）の『スカルダガリー・プレザント』シリーズでは、すべての人が自分で選んだ名前を持っており、それは他の名前を守るために使われる。生まれたときに与えられた名前は、限られた範囲内で人をコントロールするために使うことができ、本当の名前は、無制限に人をコントロールするために使うことができる。
- スーパーマンのコミックでは、5次元の小悪魔Mr. Mxyzptlk（英語版）は、騙されて自分の名前を逆に暗唱させられた場合（Kltpzyxm）、我々の次元から追放することができる。
- SCP財団のオブジェクト「タブー」は、自分の名前を言うと現れ、他人の名前を盗むことができるオブジェクトや存在を含む場所として描写されている[22]。
- 漫画とアニメの『デスノート』シリーズでは、（死神と呼ばれる存在には見える）本当の名前と顔を使うだけで人を殺すことができるという前提がある。人は偽名を使うこともできるが、デスノートは実名でなければ機能しない。

自分の本当の名前を覚えている人物は、自分の人生を支配し続けるための重要な手段なのかもしれない。宮崎駿監督の映画『千と千尋の神隠し』では、銭湯を経営する魔女である湯婆婆が、臣下の名前を盗むことで忠誠心を確保している。例えば、湯婆婆の最も忠実な臣下の一人であるニギハヤミコハクヌシは、名前を奪われ、ハクという奴隷名を与えられる。彼は自分の名前を忘れ、それはこのようにして「奪われた」のである。そして彼は荻野千尋に、自分の名前を忘れることの危険性を警告する。彼女がハクを認めるとハクは解放され、ハクは自分の名前を思い出して「取り戻し」、湯婆婆の魔手から解放される。
ヴァーナー・ヴィンジの1981年の『マイクロチップの魔術師』やウィリアム・ギブソンの作品に続くサイバーパンクというジャンルでは、筋書きの多くが、サイバースペースにおける人々のバーチャルな自己間の相互作用に関係していた。ハッカー仲間の現実世界の名前（つまり、彼らの「本当の名前」）を知ることで、彼らを政府に突き出したり、そうでなければ恐喝したりすることができ、神話や伝説に相当する概念に類似していると考えられる一種の力を伝えることができる。
- R.J.アンダーソンの「フェアリーの反逆者たち」三部作では、フェアリーの真の名前を知り、それを話すことで、そのフェアリーに対する完全な力を得ることができる。また、犠牲者の血を使った闇の儀式によって、その真の名前を強制的に明かすこともできる。フェアリーの本当の名前を変えるには、1つしかない「名付けの石」を使うしかない。
- パトリック・ロスファスの『キングキラー・クロニクル』では、ネーマーが登場する。ネーマーは生物を問わずあらゆるものの真の名前を呼び、それを支配する方法を知っている強力な人々である。しかし、生まれたときに与えられた名前は真の名前ではない。その代わり、本当の名前、つまり「ディープ・ネーム」は、その名前が付けられたものを全体的に説明するものであり、信じられないほど複雑である。なお「名前のない」の存在や物質についても、さまざまな憶測がある。

### 書籍
- John Clute（英語版） and John Grant（英語版）, The Encyclopedia of Fantasy（英語版）, "True Name" p 966 ISBN 0-312-19869-8
- Umberto Eco, The Search for the Perfect Language in the European Culture（英語版）, 1993.